# Factorum ac dictorum memorabilium libri IX

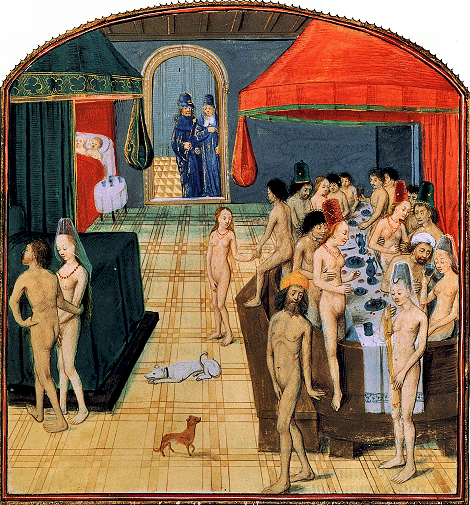
Valerius Maximus wijst keizer Tiberius op de ontucht in een badhuis (Meester van Margaretha van York, Brugge, ca. 1475-80, uit Faits et dits mémorables des romains)

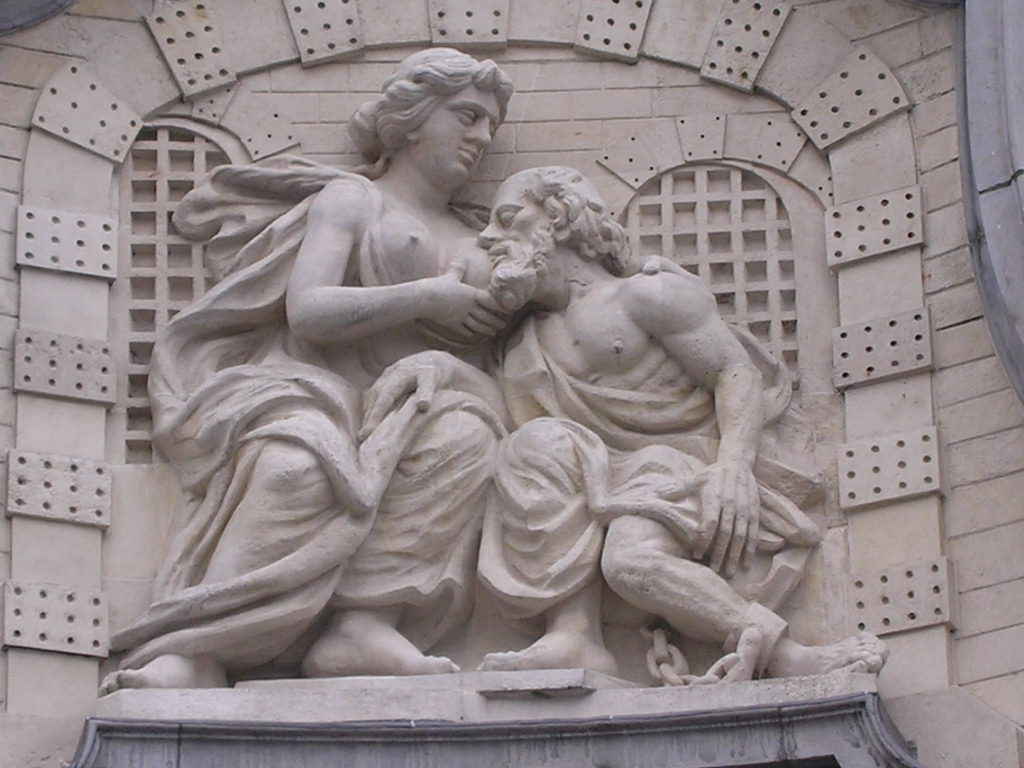
De Mammelokker in Gent (ca. 1741) toont Valerius' verhaal van Pero die haar gevangen vader Cimon in leven houdt door hem de borst te geven (boek V, hoofdstuk IV).

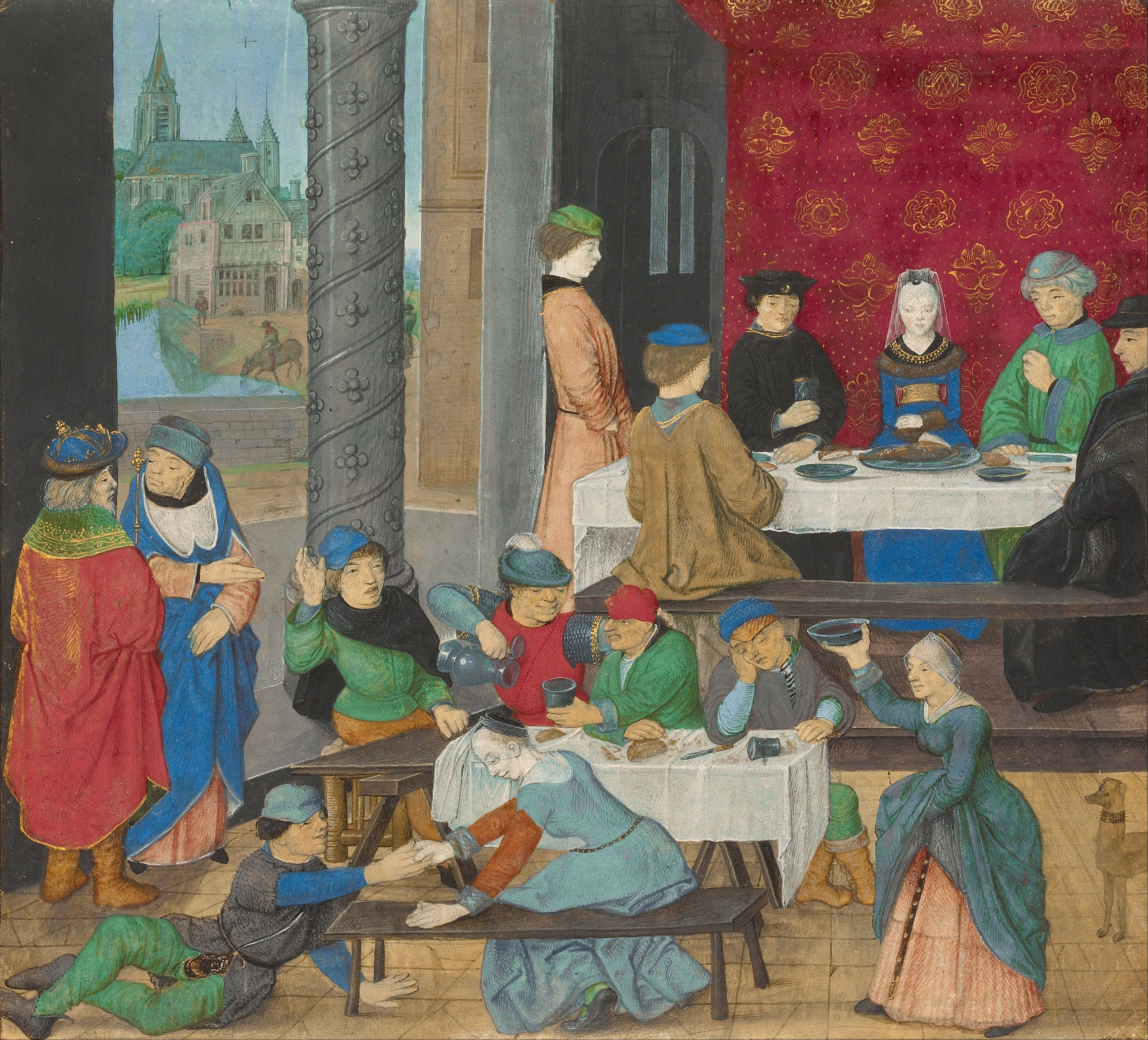
Valerius Maximus wijst keizer Tiberius op de waarde van matigheid, al lijkt de actie aan de onmatige tafel sympathieker (Meester van het gebedenboek van Dresden, ca. 1470-80, uit Faits et dits mémorables des romains)

Factorum ac dictorum memorabilium libri IX ("Negen boeken memorabele daden en uitspraken", ook gekend als De factis dictisque memorabilibus of Facta et dicta memorabilia) is een werk van de Romein Valerius Maximus uit 30 of 31 n.Chr.

## Inhoud

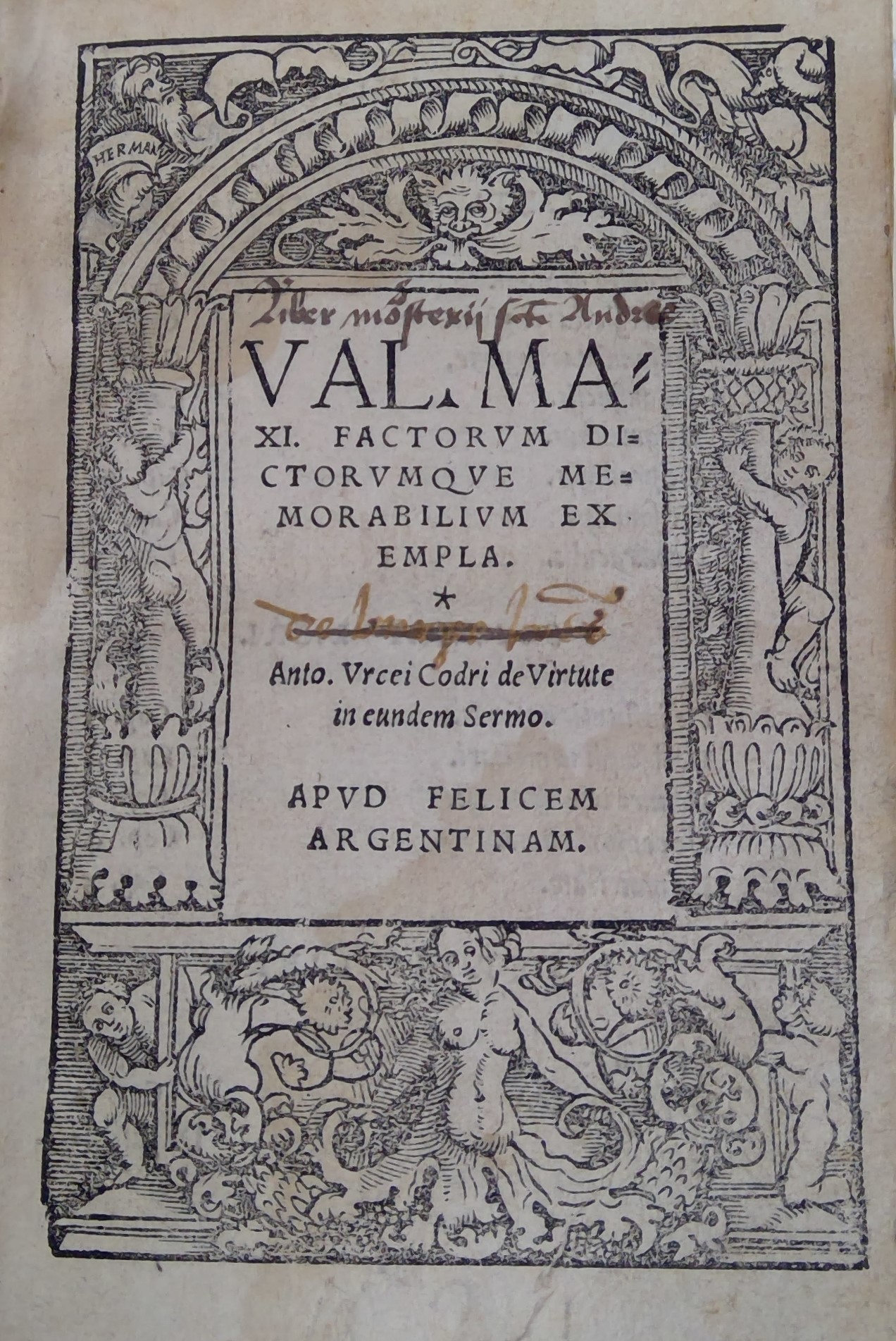
Titelblad van een meer sobere druk uit 1523 van de Factorum, gevonden in de Sint-Andriesabdij bij Brugge. Bewaard in de Openbare Bibliotheek Brugge.

Het is een collectie van ongeveer duizend kortverhalen aangeboden aan keizer Tiberius. Met de anekdotische verhalen wilde Valerius Maximus de materiële en morele superioriteit van de oude Romeinen aanprijzen. Aan het einde van sommige hoofdstukken zijn ook enkele buitenlandse verhalen opgenomen, meestal over filosofen of koningen van het oude Griekenland.
Valerius beschouwde zijn verhalen als "voorbeelden" die een morele leidraad moesten bieden. Zijn doel om de waarden van de Romeinse republiek te promoten, bleek een populair succes tot de Verlichting en verder. Mensen lazen Valerius' werk als een praktische gids voor een moreel leven. Voor schrijvers en oratoren was het een echte referentie, en zijn thema's zijn ook alomtegenwoordig bij kunstenaars.
Geschat wordt dat het Valerius tien jaar kostte om de negen boeken te schrijven. Hij vond materiaal bij Cicero, Livius, Sallustus, Pompeius Trogus, Terentius Varro en andere historici. Elk boek bestaat uit meerdere hoofdstukken met een eigen thema. Deze hiërarchische organisatie stond ten dienste van redenaars die hun betoog met een voorbeeld wilden illustreren. De 91 hoofdstukken gaan over deugden, morele en immorele gewoonten, religieuze praktijken, bijgeloof en oude tradities, bijvoorbeeld:
- Fortitudo (moed)
- Crudelitas (wreedheid)
- Somnia (dromen)
- Fides (geloof)
- Amicitia (vriendschap)
- Qualitates imo celatae (aangeboren eigenschappen)
- Moderatio (matigheid)
- Verecundia (bescheidenheid)
- Omina (voortekenen)
- Amor parentum (ouderliefde)
- Similitudines speciei (gelijkende soorten)
- Auctoritas (prestige)
- Ultio (wraak)
- Superstitio (bijgeloof)

## Thema's

### Omina (voortekenen)
Een voorbeeld van de evenwichtige thematiek die Valerius behandelt is waar hij verhalen schrijft over voortekenen. Hij merkt op dat de waarnemingen van voortekenen verband hielden met religie in het oude Rome, aangezien veel mensen in die tijd geloofden dat voortekenen van de goddelijke voorzienigheid afkomstig waren. Valerius schrijft dat voortekenen een belangrijke rol hadden gespeeld toen Rome in 390 v. Chr. door de Galliërs was verwoest. De Senaat debatteerde over de vraag of zij Rome naar Veii moesten verplaatsen of de stadsmuren moesten herbouwen. Terwijl zij daarover beslisten, waren enkele cohorten juist teruggekeerd van wachtdienst. Hun centurio riep toen toevallig op de verzamelplaats: "Vaandeldrager, zet de standaard op; dit is de beste plaats voor ons om te blijven." De stad werd toen op dezelfde plaats herbouwd, want zij interpreteerden deze woorden als een voorteken.

### Supersitio (bijgeloof)
Een van de thema's waar Valerius over schreef was het bijgeloof van de "auspices" in Boek 1 Hoofdstuk 4. Auspices betekent "vogelwaarnemingen". Het komt van de Latijnse woorden avis (vogel) en spicere (waarnemen of bekijken). Alvorens iets van groot belang te doen, namen de Romeinen "de auspices" om te bepalen wat de goden goedkeurden.  Dit was een onderzoek naar het gedrag van vogels tijdens het vliegen of eten. Uit dit gedrag werd door een waarzegger afgeleid wat de wil van de goden was.
Een Romeins verhaal waar Valerius over schrijft is de stichting van Rome door Romulus en Remus. Hij schrijft dat de stichting van de stad gebaseerd was op de voortekenen. Remus was de eerste die "de auspiciën nam" door zes gieren te zien. Romulus zag later echter twaalf gieren. Romulus beweerde dat hij een sterkere claim had omdat hij een grotere hoeveelheid zag, ook al was Remus de eerste die gieren spotte.
Een ander "buitenlands" verhaal dat Valerius ter vergelijking over dit thema schrijft, gaat over de stichting van de stad Alexandrië in Egypte. Deze werd gesticht door Alexander de Grote in 331 v. Chr. De architect was Deinocrates. Hij verhaalt dat toen Deinocrates een grote stad in Egypte ging ontwerpen, hij geen krijt had om te gebruiken om te schrijven. In plaats daarvan gebruikte hij een grote hoeveelheid gerst, en tekende de plannen op de grond. Een groep vogels kwam toen uit een nabijgelegen meer en at de gerst op. De Egyptische waarzegger interpreteerde dit zo, dat er genoeg voedsel zou zijn voor een grote stad daar.

### Verecundia (bescheidenheid)
Valerius schrijft over het thema bescheidenheid in Boek 4 Hoofdstuk 5 over het feit dat er in het theater geen aparte zitplaatsen waren voor de Dienstplichtige Vaders (Romeinse Senatoren). Dit was vanaf het begin van Rome in de 8e eeuw v. Chr. tot de tijd van het consulschap van Scipio Africanus en Tiberius Sempronius Longus in 194 v. Chr. Desondanks zat geen lid van het plebs ooit voor de dienstplichtige paters. Hun respect voor deze traditie bleek ook toen Lucius Quinctius Flamininus op een dag helemaal achteraan in het theater moest gaan staan. Hij werd daar geplaatst omdat hij door Cato de Censor en Lucius Valerius Flaccus uit de Romeinse Senaat was gezet. Flamininus bekleedde reeds het ambt van consul en was de broer van Titus Flamininus (consul 192 v. Chr.), die in 197 v. Chr. Filips V van Macedonië had verslagen. Desondanks werd hij door Cato de Oudere gedwongen naar de achterkant van het theater te gaan. Uit respect echter verhuisde het hele publiek Flamininus helemaal naar voren, zodat niemand zich voor hem bevond.
Valerius illustreert een ander verhaal van bescheidenheid wanneer hij schrijft over Gaius Terentius Varro. Varro verwoestte de Romeinse Republiek toen hij de slag bij Cannae begon, een van de ergste veldslagen uit de geregistreerde geschiedenis. Zijn schaamtegevoel stond hem niet toe het dictatorschap te aanvaarden, ook al werd het hem aangeboden.Het volk van de republiek schreef het grote verlies toe aan de woede van de goden. Op de inscriptie onder zijn dodenmasker staat zijn goede karakter vermeld, dat hem meer eer opleverde dan de meeste mannen aan het dictatorschap zelf ontlenen.
Valerius vermeldt een ander verhaal van bescheidenheid waarin koning Hiero II van Syracuse hoort van de desastreuze nederlaag van de Romeinen in de Slag bij het Trasimeense Meer. Hij zendt onmiddellijk 70.000 schepels tarwe, 50.000 schepels gerst en 240 pond goud als geschenk naar Rome. Opdat het goud zou worden aangenomen en niet zou worden teruggegeven, gaf hij het in de vorm van een overwinningsbeeld. Dit was opdat het Romeinse volk het op religieuze gronden zou aanvaarden.

### Amor parentum (ouderliefde)
Een ander voorbeeld van Valerius' thema's is waar hij verhalen schrijft over Romeinse ouders en de genegenheid die zij hadden voor hun kinderen. Een verhaal in Boek 4 Hoofdstuk 4 over Armoede gaat over de Gracchus broers, Gaius Gracchus en zijn jongere broer Tiberius Gracchus. Het verhaal vertelt hoe op een dag Cornelia Africana, hun moeder (dochter van Publius Cornelius Scipio Africanus), werd lastiggevallen door een vrouwelijke gast die pronkte met haar elegante juwelen. Cornelia verdroeg deze dame geduldig totdat haar zoons thuiskwamen van school. Toen zij hen aan deze dame voorstelde, riep zij trots uit: "Dit zijn mijn juwelen."
Een ander voorbeeld in Boek 8 hoofdstuk 8 gaat over de filosoof Socrates. Hij schrijft over hem die een intieme kant liet zien die niet afleidde van zijn aanzien, omdat, zoals Valerius het zegt, geen deel van de wijsheid voor hem verborgen was. Hij vertelt hoe Socrates eens een stokpaardje van riet maakte voor zijn zonen. Hij speelde dan met het stokpaardje met hen, waaruit Socrates' persoonlijke ouderlijke kant blijkt.
Valerius schrijft veel verhalen over andere Romeinse vaders die over het algemeen in strijd zijn met het stereotiepe beeld van brutaal en hardvochtig zijn. Enkele van deze voorbeelden staan in Boek 5 Hoofdstuk 7 getiteld De liefde en verwennerij van ouders jegens hun kinderen. Hij schrijft dat de echte vaders degenen zijn die goedaardig toegeeflijk zijn en toegeeflijkheid tonen. Hij meldt met vreugde dat dit soort vaders in de straten van Rome te vinden was en dat deze vaders zo zachtaardig waren als vaders in een komedie. Hij beschrijft echter in Boek 5 Hoofdstuk 8 Vaders die streng waren voor hun kinderen sommige almachtige Romeinse mishandelende vaders als zijnde tirannieke patriarchen die anderen doden en vermoorden, ook van hun eigen bloed. Hij meldt duidelijk dat zij die extreem streng en streng zijn niet langer de rol van liefhebbende vader kunnen spelen.
Valerius schrijft over Lucius Junius Brutus, die zijn zonen doodde omdat ze faalden in hun militaire plichten, Hij verliet de rol van vader zodat hij de rol van consul kon spelen. Andere voorbeelden van deze rolveranderingen zijn te vinden in Boek 6. In Hoofdstuk 1.5 waar Valerius het verhaal vertelt van Quintus Fabius Maximus Eburnus, had Eburnus met veel pracht en praal de hoogste openbare ambten vervuld en zijn carrière met veel waardigheid afgesloten; hij liet zijn zoon echter straffen voor een kuisheid die dubieus was. In hoofdstuk 1.6 schrijft Valerius over Publius Atilius Philiscus die als kind werd misbruikt. Toen hij volwassen werd, werd Philiscus een strenge vader op het gebied van kuisheid. Toen hij hoorde van de voorhuwelijkse seks van zijn dochter, vermoordde hij haar.

## Andere thema's

### De rol van vrouwen
Valerius schrijft over Romeinse vrouwen die over het algemeen in afzondering leven. Hij meldt in Boek 6 over kuisheid dat de stereotiepe vrouw braaf is en liever de dood in de ogen kijkt dan onteerd te worden. Eén verhaal gaat over Lucretia in Boek 6 hoofdstuk 1.1. Hij schrijft dat zij met geweld gedwongen werd om seks te hebben met Sextus Tarquinius, de zoon van koning Tarquinius de Trotse. Lucretia kon de schande niet verdragen en pleegde zelfmoord. Een ander voorbeeld gaat over Hippo, een Griekse vrouw. Zij pleegde liever zelfmoord dan verkracht te worden door dronken zeelieden. Valerius schrijft zelfs in Boek 2, hoofdstuk 6.14, over suttee als een bewonderd praktijkmodel voor alle vrouwen om te volgen in zijn tijd.

### Homoseksualiteit
Valerius schrijft over homoseksualiteit, wat een ongebruikelijke categorie was voor schrijvers uit die tijd.  Dit aspect van het privé-leven werd onder de pet gehouden. De enige relatie van deze aard die door de wet werd getolereerd was die tussen een meester en een slaaf. Valerius bericht echter wel over mannelijke homoseksualiteit in het Romeinse leger en de hogere klasse. Hij bericht niet over vrouwelijke homoseksualiteit of "homoseksuele vrouwen" zoals sommige schrijvers in die tijd deden.

## Bewerkingen en vertalingen
In de late oudheid werden regelmatig verkortingen van Valerius' werk gepubliceerd. Vooral de edities van Julius Paris en Januarius Nepotianus waren bekend (4e tot 6e eeuw).
Vanaf de 13e eeuw verschenen Europese vertalingen: Siciliaans (Accurso di Cremona, 1321), Frans (Simon de Hesdin, 1375 - Nicolas de Gonesse, 1401), Spaans (Antoni Canals, 1395), enz.
De compilatie van Valerius Maximus is twee keer in het Nederlands vertaald:
- Conradus Mirkinius, Negen boecken van ghedenck-weerdighe, loflicke woorden, daden ende gheschiedenissen der Romeynen en de uytlantsche volcken, Rotterdam, Jan Leendertsz, 1614
- Abraham Bogaert, Gedenkwaardige voorbeelden, zoo der Romeinen als der uitheemsche volken, Amsterdam, Johannes Oosterwyk, 1721

## Edities
- Valerii Maximi dictorum factorumque memorabilium libri IX [...] repurgati, atque in meliorem ordinem restituti per Stephanum Pighium Campensem, Antverpiae, Plantijn, 1567
- Robert Combès (vert.), Faits et dits mémorables, Parijs, Les Belles Lettres, I-VI, 2003
- Henry John Walker (vert.), Memorable Deeds and Sayings. One Thousand Tales from Ancient Rome, Hackett Publishing, 2004, ISBN 0-87220-674-2

## Voetnoten
1. 1 2 3  Walker, p. xiii
2. ↑  The Columbia Encyclopedia, Sixth Edition (2001-07), s.v. (gearchiveerd)
3. ↑  Walker, p. xix
4. 1 2  Walker, p. xxii
5. 1 2 3  Walker, p. xvii